# Puiseux-en-Retz
Puiseux-en-Retz ist eine französische Gemeinde mit 221 Einwohnern (Stand: 1. Januar 2022) im Département Aisne in der Region Hauts-de-France (frühere Region: Picardie). Sie gehört zum Arrondissement Soissons, zum Kanton Villers-Cotterêts und zum Gemeindeverband Retz en Valois.

## Geographie
Die Gemeinde Puiseux-en-Retz liegt sechs Kilometer nordnordöstlich von Villers-Cotterêts und 17 Kilometer südwestlich von Soissons. Sie umfasst Teile des Domänenforsts Forêt de Retz und wird im Südosten von der Route nationale 2 berührt. Im Gemeindegebiet entspringt das Flüsschen Retz, das zur Aisne entwässert. Nachbargemeinden von Puiseux-en-Retz sind Soucy und Montgobert im Norden, Fleury und Villers-Cotterêts im Süden sowie Vivières im Westen.

## Geschichte
Der Gemeindename wird vom Lateinischen puteolum abgeleitet.

### Bevölkerungsentwicklung
| Jahr      | 1962 | 1968 | 1975 | 1982 | 1990 | 1999 | 2006 | 2014 | 2022 |
| Einwohner | 131  | 141  | 120  | 143  | 229  | 234  | 234  | 216  | 221  |

## Sehenswürdigkeiten
- Kirche Saint-Pierre-et-Saint-Paul aus dem 13. Jahrhundert
- Mehrere Wegkreuze
- Mühle
- Waschhaus
- Denkmal für General Charles Mangin

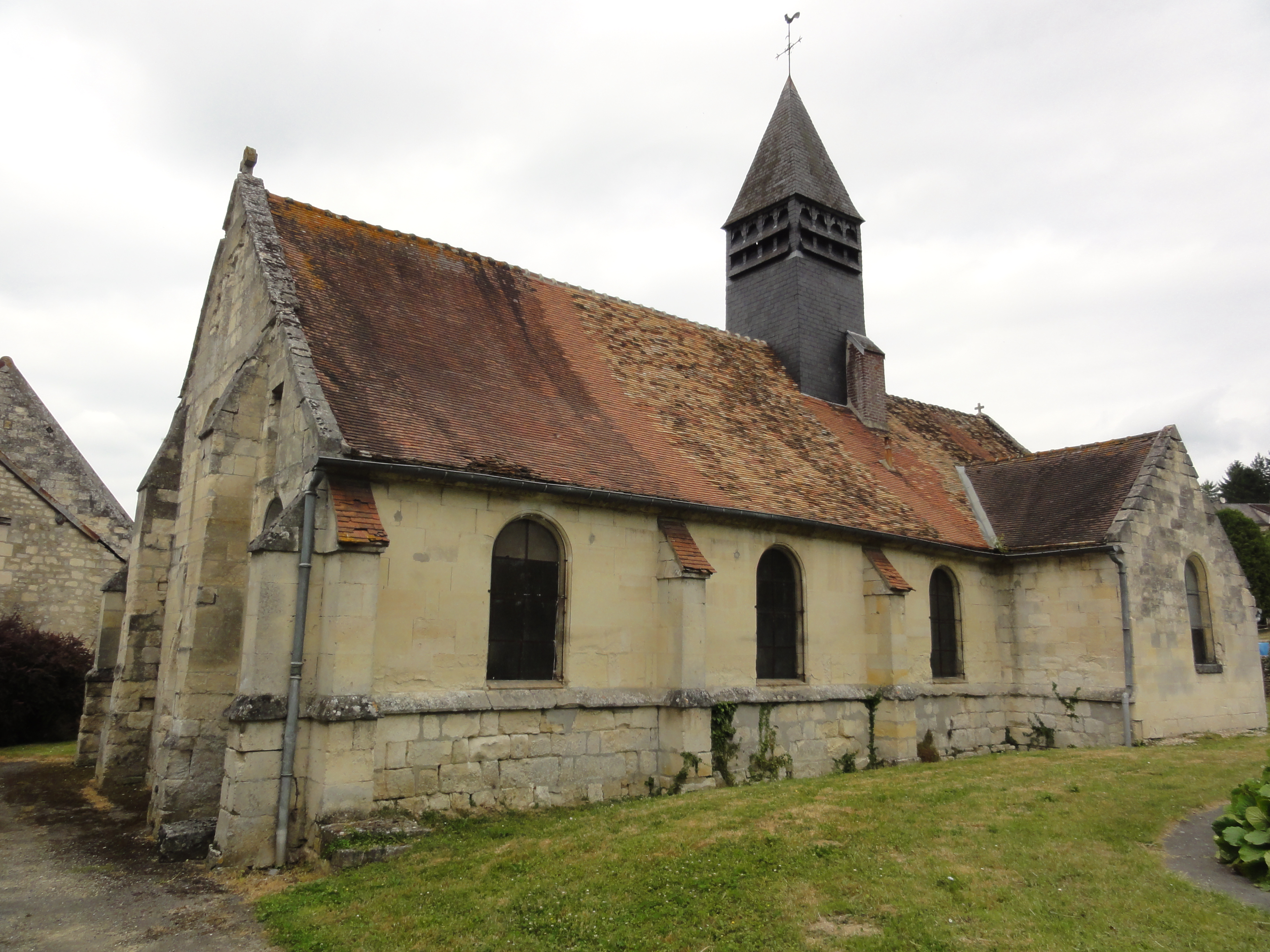
Kirche Saint-Pierre
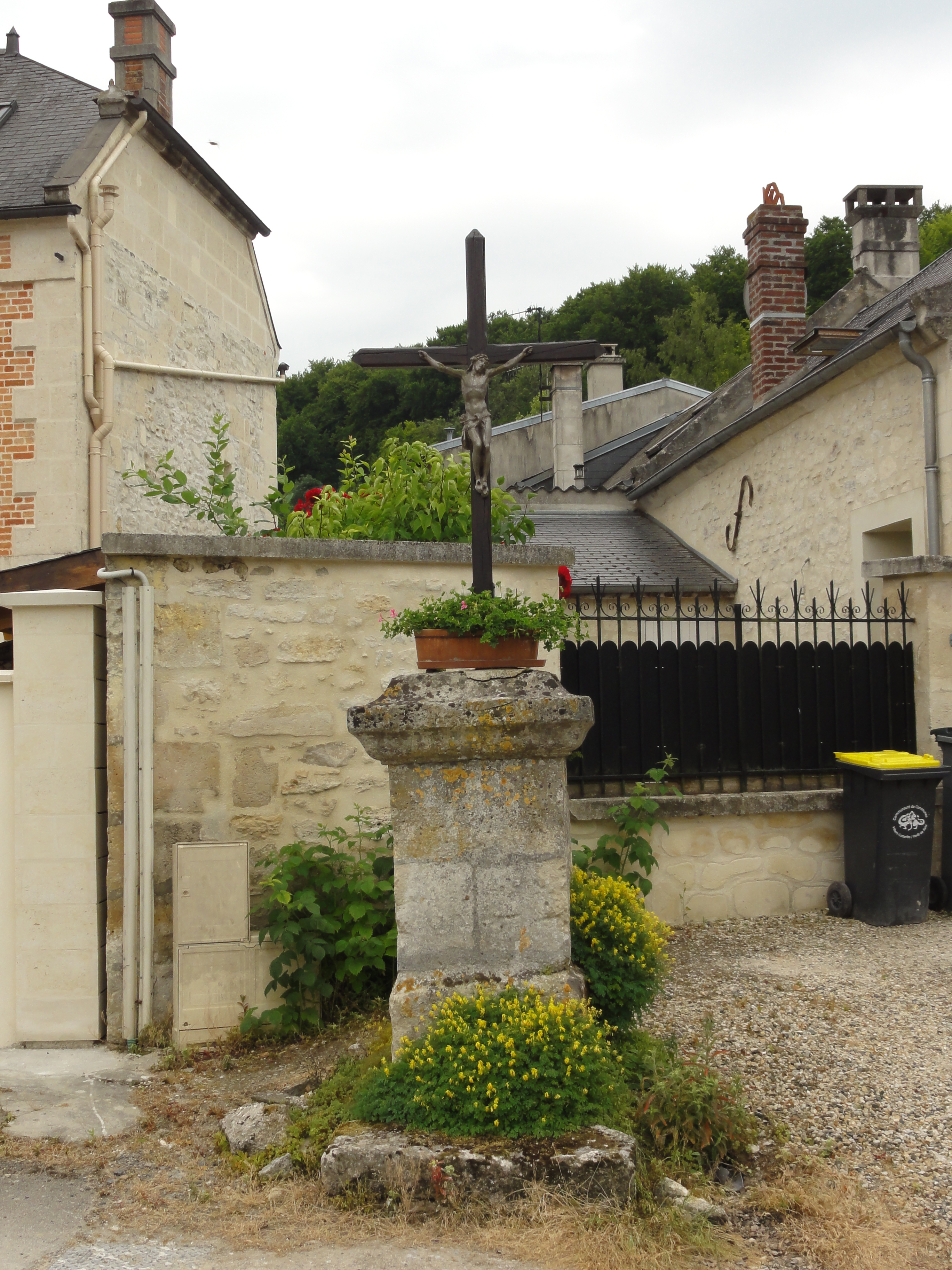
Wegkreuz
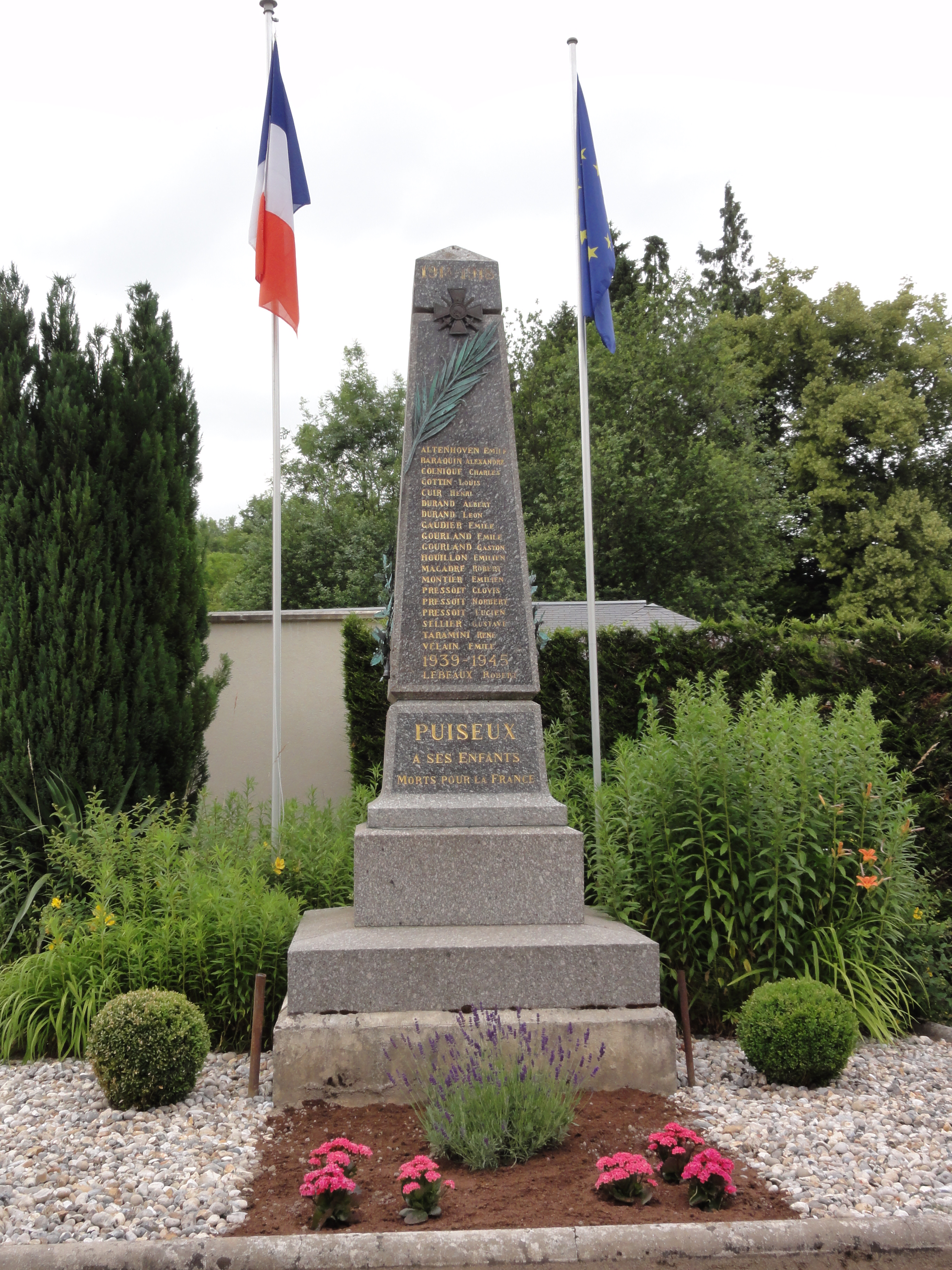
Gefallenendenkmal